# Henrik Löfkvist
Henrik Löfkvist (5 mei 1995) is een Zweeds voetballer. De verdediger staat onder contract bij Jönköpings Södra IF.

## Carrière
Löfkvist begon met voetballen bij Kalmar FF. Daar speelde hij tot zijn tiende. Vervolgens maakte hij de overstap naar Visby IF. Die club werd later omgedoopt tot FC Gute. Van 2012 tot 2014 speelde hij daar in het eerste elftal. Vervolgens maakte Löfkvist de overstap naar Akropolis IF.
Voorafgaand aan het seizoen 2016 tekende Löfkvist een driejarig contract bij Dalkurd FF. Hij debuteerde op 3 april 2016 in de Superettan, tijdens de met 2-1 verloren wedstrijd tegen Assyriska FF. Zijn eerste doelpunt voor de club maakte hij op 18 april 2016, tijdens de met 2-1 gewonnen wedstrijd tegen IK Sirius. In januari 2018 verlengde hij zijn contract met drie jaar.
Op 4 februari werd bekend dat Löfkvist terugkeerde naar Kalmar FF. Hij tekende een driejarig contract bij de club. In zijn eerste seizoen werd de verdediger door het regionale radiostation P4 Kalmar uitgeroepen tot Kalmar's Speler van het Jaar. In zijn tweede seizoen raakte hij echter zwaar geblesseerd. Op 17 november 2021 maakte Kalmar FF daarom bekend dat het contract van Löfkvist niet werd verlengd.
Op 17 januari 2022 werd bekend dat Löfkvist zijn carrière vervolgt bij Jönköpings Södra IF.

## Trivia
Henrik Löfkvist is de jongere broer van voormalig profwielrenner Thomas Löfkvist.